# Ranunculus arizonicus
Ranunculus arizonicus Lemmon ex A. Gray – gatunek rośliny z rodziny jaskrowatych (Ranunculaceae Juss.). Występuje endemicznie w Stanach Zjednoczonych (w stanach Arizona oraz południowo-zachodnia część Nowego Meksyku) oraz Meksyku (w stanach Sonora, Chihuahua oraz Durango.

## Morfologia
PokrójBylina.
LiścieMają owalny lub romboidalny kształt, czasami są trójlistkowe. Mają 2–5 cm długości oraz 1,5–4,5 cm szerokości. Z zaokrąglonym lub spiczastym wierzchołkiem.
KwiatySą żółtego koloru. Mają 5 owalnych działek kielicha, które dorastają do 4–7 mm długości. Mają 5 owalnych płatków o długości 5–8 mm.
OwoceNagie niełupki o długości 4–6 mm. Tworzą owoc zbiorowy – wieloniełupkę składającą się z 5–8 niełupek i dorastających do 8–9 mm długości.

## Biologia i ekologia
Rośnie na łąkach i nieużytkach. Występuje na wysokości do 1200 m n.p.m. Kwitnie od marca do czerwca.